# 宝瓶湖街道
宝瓶湖街道是中华人民共和国江苏省盐城市亭湖区下辖的一个街道办事处。

## 行政区划
宝瓶湖街道下辖以下村级行政区划单位：
凤洋村、新港村、庆丰村、绍林村、民联村和新民村。